# Метод лестницы (психология)
Метод лестницы (англ. the staircase-method), процедура «вверх-вниз» — психофизический метод определения порогов чувствительности, особенностью которого является смена направления изменения стимула при смене категории ответа испытуемого. Данный метод используется для определения абсолютного порога чувствительности.
Метод был предложен в 1962 г. американским психологом Томом Норманом Корнсвитом как вариант метода минимальных изменений.
Метод лестницы по процедуре схож с методом слежения Бекеши для определения абсолютной слуховой чувствительности.

## Процедура измерения

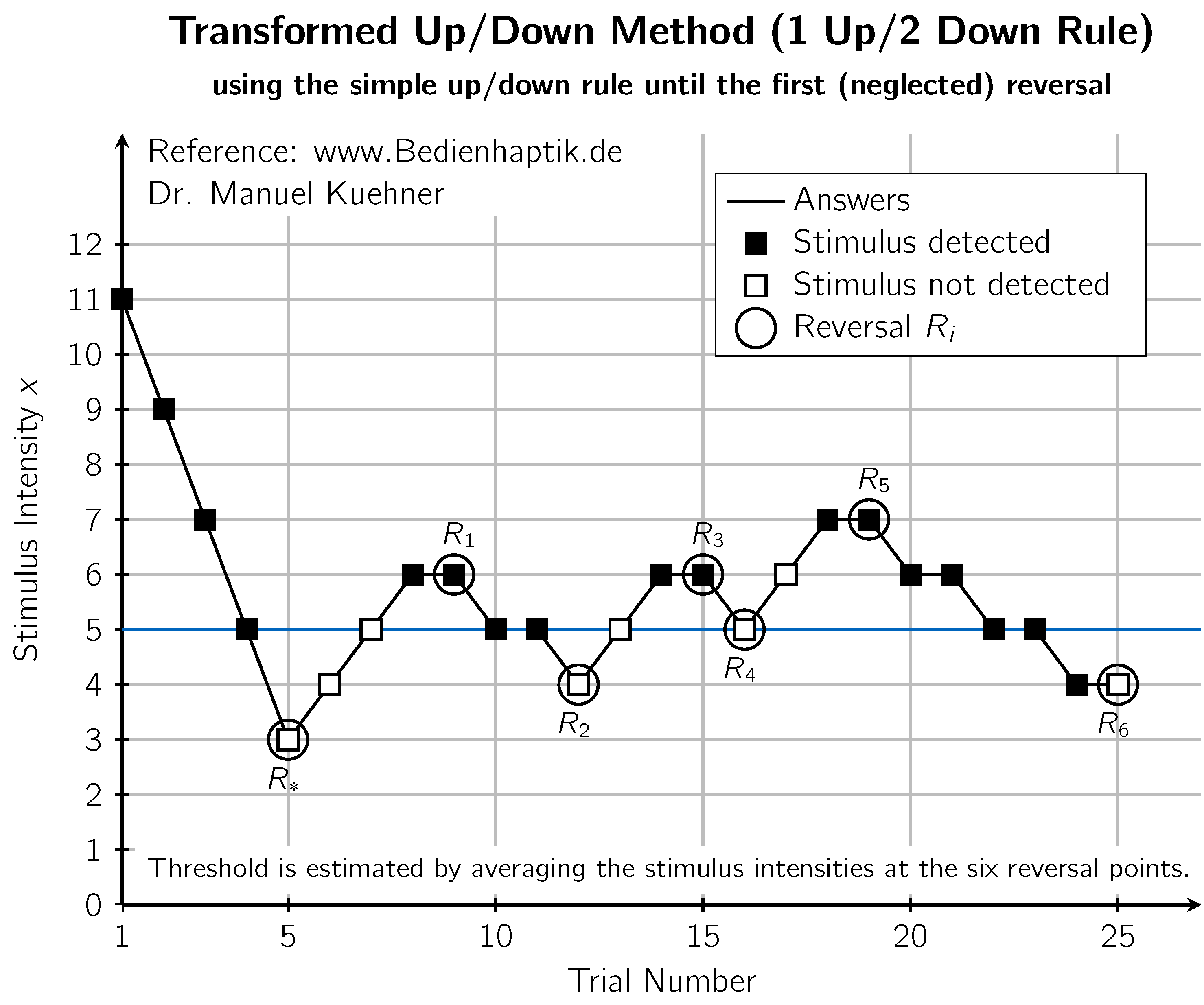
Диаграмма одного из вариантов подачи стимулов: последовательность «1 вверх/ 2 вниз» (1 up/ 2 down rule). После каждой смены направления изменения стимула (R) интервалы между предъявляемыми стимулами уменьшаются.

Процедура измерения обычно начинается с предъявления заведомо ощущаемого стимула, то есть такого стимула, который легко и ясно воспринимается испытуемым (например, изображение умеренной яркости). Затем интенсивность стимула уменьшается до тех пор, пока испытуемый не даст ответ об отсутствии стимула (смена ответа «вижу» на ответ «не вижу»). При смене категории ответа меняется направление изменения стимула, то есть испытуемому начинают предъявлять восходящий ряд, повышая интенсивность стимула до следующей смены категории ответа (смена ответа «не вижу» на ответ «вижу»).
За порог принимается значение стимула, находящееся в середине интервала между стимулом, на котором произошла смена категории ответа испытуемого, и предшествующим ему стимулом. Абсолютный порог высчитывается путём нахождения среднего арифметического всех найденных в течение опыта порогов.

## Достоинства и недостатки метода
Главным достоинством данного метода является его экономичность: стимулы, оставшиеся в ряду после смены направления изменения стимула, не используются в процедуре, что позволяет быстрее установить абсолютный порог. Тем не менее небольшое количество предъявляемых стимулов позволяет испытуемому быстро заметить порядок чередования ощущаемых и неощущаемых стимулов, что вызывает у него эффект ожидания, при котором испытуемый даёт положительный ответ на стимул, которого ещё не ощущает. Этот эффект не позволяет точно измерить сенсорные способности испытуемого, и поэтому метод лестницы, как правило, используется для грубого определения порога чувствительности.